# Elgood & Sons Ltd
Elgood & Sons Ltd, bryggeri i Wisbech, Cambridgeshire, Storbritannien. Bryggeriet producerar real ale och invigdes 1795.

## Exempel på varumärken
- Black Dog Mild
- Cambridge Bitter
- Greyhound Strong Bitter